# Bill Berry
William "Bill" Thomas Berry (Duluth, Minnesota, Estados Unidos, 31 de julio de 1958) es un músico estadounidense, exbaterista de la banda estadounidense de rock R.E.M.
En 1979, él y su mejor amigo y futuro bajista Mike Mills se trasladaron a Athens, Georgia e ingresaron a la universidad. Allí conoció a la que sería su novia, Kathleen O'Brien, quien les presentó a Michael Stipe y Peter Buck.
Berry dejó la banda en 1997 para dedicarse a cuidar su granja y su hijo.

## Vida personal
El 22 de marzo de 1986, Berry se casó con su novia Mari Berry. Se divorciaron en 1997. Cuando el crack comenzó a infiltrarse en Athens a principios de la década de 1990, la pareja se mudó a la cercana Farmington. "En 1988, decidí ampliar mi cartera, que en aquel entonces era bastante escasa. No es como si estuviera ganando dinero", explicó en 2019. "Quería comprar un terreno y encontré este lugar. Son sesenta acres, y está lo suficientemente lejos de la ciudad como para que fuera barato. En 1988 costaba como $2,000 por acre. Ahora, la tierra cuesta entre $10 y $12,000. Era estrictamente una inversión; Su granja, que incluye ovejas, está en el extremo norte de su propiedad. Un cuidador trabaja en la finca; Berry ya no lo hace. Tiene un jardín, pero su cuidador también lo cuida. "Recibo la recompensa, pero él hace todo el trabajo".
En 2003, Berry y Cybele Lange tuvieron un hijo, Owen.
Berry era un ávido golfista mientras era miembro de R.E.M.